# Vent d'Est, Vent d'Ouest
Pour les articles homonymes, voir Vent d'est (homonymie) et Vents d'ouest.
Vent d'Est, Vent d'Ouest est le premier roman de Pearl Buck, publié en 1930 aux États-Unis par John Day Company. L'histoire se déroule dans les années 1920, et se concentre sur une femme chinoise, Kwei-Lan, et les événements qui chamboulent sa vie, ainsi que celle de sa famille.

## Résumé de l’intrigue
La protagoniste, Kwei-Lan, a subi un mariage arrangé, avec un homme à qui elle aurait été promise "avant même sa naissance". Celui-ci est médecin et d'origine chinoise, mais il revient d'Europe, et ne semble pas vraiment s’intéresser à elle jusqu’à ce qu’elle lui demande un jour de délier ses pieds. À la suite de cela, ils se rapprochent quelque peu, et ont finalement un fils ensemble.
Kwei-Lan a également un frère aîné qui vit aux États-Unis depuis quelques années, et qui écrit un jour à sa famille qu’il a épousé une Américaine. Cependant, ses parents s'y opposent fermement car ils ont déjà choisi une femme chinoise qu'ils veulent qu'il épouse à son retour en Chine.
Le frère de Kwei-Lan et sa femme Mary se rendent alors en Chine pour essayer de convaincre sa famille d’accepter leur mariage, mais le frère n'ayant pas rempli son devoir aux yeux de ses parents, ces derniers ne l’acceptent pas. Ils proposent même de donner de l’argent à Mary et de la renvoyer en Amérique. Or, bientôt Mary tombe enceinte de leur premier enfant.
Lorsque la mère de Kwei-Lan décède, la famille menace le frère de le déshériter s’il ne renvoie pas Mary en Amérique et n’épouse pas sa fiancée. Il refuse et quitte définitivement la maison familiale pour vivre dans un appartement à proximité. Le bébé naît et unit le cœur de ses parents (ainsi que leur deux cultures).
Se déroulant dans la Chine du XXe siècle, c’est une histoire émouvante et évocatrice. L’ancienne génération est rigidement ancrée dans les coutumes de la Chine ancienne, alors que la famille est confrontée à de nombreux changements qui impactent leurs vies et remettent en question les traditions. Kwei-Lan peine à s'émanciper dans son milieu familial, et son frère à se faire accepter. Pearl Buck commence à développer des thèmes sur lesquels elle écrira tout au long de son œuvre. Il s'agit d'un roman instructif qui traite de la vie sociale, de la tradition et de l'amour.